# Правиранегара, Шафруддин
Шафруддин Правиранегара (индон. Syafruddin Prawiranegara, Sjafruddin Prawiranegara; 28 февраля 1911 года, Аньер-Кидул — 15 февраля 1989 года, Джакарта) — национальный герой Индонезии, индонезийский политик и экономист, также известен как исламский философ.

## Ранние годы жизни
Шафруддин Правиранегара родился 28 февраля 1911 года в Аньер-Кидул (индон. Anyer Kidul; провинция Бантен). В 1931 году он окончил «нидерландскую высшую школу для коренного населения» (нидерл. Algemeene Middelbare School, AMS) в Бандунге. Он хотел продолжить свою учёбу в Лейдене, однако финансовое положение семьи заставило его отказаться от продолжения среднего образования. Поступив на юридический факультет в Джакарте, в сентябре 1939 года получил академическую степень магистра права (нидерл. Meester in de Rechten).
В 1939—1940 годах был редактором журнала Soeara Timur, спонсируемого Сутарджо Кертохадикусумо. В 1940 году поступил на службу налоговым инспектором в департамент финансов Голландской Ост-Индии.

## Политическая карьера
17 августа 1945 года была провозглашена независимость Индонезии. 29 августа Правиранегара становится членом Центрального национального комитета Индонезии (индон. Komite Nasional Indonesia Pusat, KNIP) — высшего законодательного органа молодого государства. В 1946 году становится членом исламской партии Машуми, выступив в «Нашей политике и революции» с позиций исламского социализма, и получает назначение на пост заместителя министра финансов во втором кабинете Сутана Шарира. Эту должность он занимает в период с 12 марта 1946 по 27 июня 1947 года, после чего в третьем кабинете Шарира со 2 октября 1946 по 27 июня 1947 года занимает пост министра финансов Индонезии. В первом и во втором кабинетах Мохаммада Хатты, с 29 января 1948 года до признания независимости Индонезии со стороны Нидерландов в декабре 1949 года, также занимал пост министра финансов.
К этому времени армия Республики Индонезии контролировала лишь части островов Ява и Суматра; остальная территория Индонезии была оккупирована голландскими войсками, под контролем которых на этих землях создавались проголландские марионеточные государства. Премьер-министр Хатта, в связи с угрозой захвата голландцами Джокьякарты — временной столицы республики — получил от президента Сукарно полномочия на формирование чрезвычайного правительства в Центральной Суматре. Однако, Хатта вскоре выехал на Яву для участия в мирных переговоров с представителями Нидерландов, проходивших под эгидой ООН, и правительство возглавил Правиранегара. 19 декабря 1948 года, после того, как Сукарно и Хатта во время переговоров были захвачены в плен голландцами, Правиранегара провозгласил себя главой Чрезвычайного правительства Республики Индонезии, одновременно заняв посты министра обороны, социального обеспечения и и.о. министра иностранных дел. В своём радиообращении к индонезийским патриотам он призвал их продолжать сопротивление голландским войскам. 13 июля 1949 года, после возвращения Сукарно и Хатты из плена, Правиранегара сложил свои полномочия.
После завершения войны за независимость Правиранегара занимал посты министра финансов и министра торговли, а с 1951 по 1957 годы — пост директора Банка Индонезии.

## Участие вРеволюционном правительстве Республики Индонезии
В 1957 году Правиранегара выступил против политики направляемой демократии и проведённой Сукарно национализации собственности голландцев в Индонезии, что привело к конфликту между ним и президентом. 15 января 1958 года Правиранегара, находившийся в то время в Палембанге, где он вёл переговоры с одним из лидеров суматранских сепаратистов полковником Барлианом (индон. Barlian), написал письмо Сукарно, в котором требовал от него соблюдать действовавшую тогда конституцию, после чего был уволен с поста директора Банка Индонезии. Вскоре после отставки, он присоединился к суматранским сепаратистам.
10 февраля 1958 года руководители сепаратистов предъявили центральному правительству Джуанды ультиматум, с требованием организации нового правительства во главе с Хаменгкубувоно IX и возвращения Хатты, ушедшего в отставку в 1956 году, на пост вице-президента, угрожая, в случае невыполнения этих условий, отделением Суматры. 15 февраля, после истечения срока ультиматума, сепаратисты провозгласили создание Революционного правительства Республики Индонезии во главе с Правиранегарой. Новое правительство позиционировало себя как единственный законный орган власти на всей территории страны, а не только на Суматре. Однако, спустя несколько месяцев восстание было полностью подавлено верными центральным властям войсками. 25 августа 1961 года Правиранегара добровольно сдался в плен. Он был приговорён к пяти годам заключения, однако, в том же году был освобождён по амнистии.

## Последние годы жизни
После освобождения из тюрьмы Правиранегара написал несколько трудов по религиозной философии, однако, не оставил полностью политическую деятельность — он критиковал коррупцию в правительстве Сухарто, был в числе пятидесяти известных политических, военных и общественных деятелей, подписавших в 1980 году петицию к президенту. 7 июля 1983 года он написал открытое письмо Сухарто, в котором критиковал законопроект, объявляющий идеологию Панча Сила единственным руководящим принципом для всех политических и общественных организаций страны, после чего ему был запрещён выезд из страны, за исключением случаев, когда это было необходимо для оказания медицинской помощи.
Шафруддин Правиранегара скончался в Джакарте 15 февраля 1989 года от сердечного приступа.

## Личная жизнь
Правиранегара был женат на Тенку Халима (индон. Tengku Halimah), которая была потомком одного из раджей минангкабау.

## Награды
- Национальный герой Индонезии;
- Орден «Звезда Республики Индонезии» 2-й степени (1998)[9]